# Ç̂
Cette page contient des caractères spéciaux ou non latins. S’ils s’affichent mal (▯, ?, etc.), consultez la page d’aide Unicode.
Ç̂ (minuscule : ç̂), appelé C accent circonflexe cédille, est une lettre additionnelle utilisée dans l’écriture du laze ou dans la transcription de langues nakho-daghestaniennes par certains auteurs, et comme symbole phonétique dans l’alphabet Rousselot-Gilliéron. Elle est formée d'un C diacrité par un accent circonflexe et une cédille.

## Utilisation
Dans l’alphabet Rousselot-Gilliéron, ‹ ç̂ › représente l’Ach-Laut, c’est-à-dire consonne fricative uvulaire sourde [χ].
En laze, Farku Benli utilise ‹ ç̂ › pour transcrire la consonne affriquée éjective palato-alvéolaire [t͡ʃʼ].
Certains auteurs utilisent ‹ ç̂ › pour représenter une consonne affriquée palato-alvéolaire sourde non aspirée [t͡ʃ] dans la transcription de langues nakho-daghestaniennes comme le khinalug, le kryz ou le budukh, ou dans la transcription de turc ahska,.
Le C accent circonflexe cédille ‹ ç̂ › fait partie de l’alphabet latin proposé pour l’adyguéen par Monika Höhlig en 1983.

## Représentations informatiques
Le C accent circonflexe cédille peut être représentée avec les caractères Unicode (normalisés) suivants (latin de base, diacritiques) :
| formes    | représentations | chaînes de caractères | points de code       | descriptions                                                                 |
| --------- | --------------- | --------------------- | -------------------- | ---------------------------------------------------------------------------- |
| capitale  | Ç̂               | C◌̧◌̂                   | U+0043 U+0327 U+0302 | lettre majuscule latine c diacritique cédille diacritique accent circonflexe |
| minuscule | ç̂               | c◌̧◌̂                   | U+0063 U+0327 U+0302 | lettre minuscule latine c diacritique cédille diacritique accent circonflexe |